# 賞罰的県名説
賞罰的県名説（しょうばつてきけんめいせつ）は、日本の行政区画である都道府県の各々に対する命名が、戊辰戦争における「順逆」を表示するという明確な政治的意思に基づいて行われたとする説である。

## 宮武外骨による当初の説
賞罰的県名説を主張したのは明治時代のジャーナリストである宮武外骨とされ、彼の著書『府藩県制史』（1941年（昭和16年）刊））に収録されている。その趣旨は戊辰戦争で「勲功のあった『忠勤藩』の藩名は県名とし、刃向った『朝敵藩』や日和見の曖昧な態度であった『曖昧藩』の藩名の県名は一つもない」と言うものであり、これを明治政府による「永久不滅の賞罰的県名」「順逆表示の史実」と呼んでいる。
『府藩県制史』では、その論拠として「朝敵藩」や「曖昧藩」の改名事例を挙げている（表参照）が、いずれも廃藩置県の約4箇月後に行われた第1次府県統合の際およびその直後（約7箇月以内）の事例である。すなわち、府藩県三治制における命名規則に基づいて庁舎所在地の「都市名」による命名を原則としていた県名を、このときに庁舎所在地の「郡名」や管轄地域を象徴する「雅称」に改称したことが、戊辰戦争における「順逆」を反映しているという主張だと理解することができる。
この説は、東北地方や関東地方に「郡名」を県名としたところが多いという事実を、明治政府の支援に回った「忠勤藩」が多いとされる西日本に手厚く臨み、逆に奥羽越列藩同盟の東北地方と徳川幕府のお膝元であった関東地方には冷たく臨んだという解釈で理解しようとするものだといえる。
しかしながら、『府藩県制史』の論法は、旧藩の属性と県名との間に一定の「傾向」を見出して、その傾向に整合する政治的意思の存在可能性を指摘したものであり、その政治的意思が確かに存在していたという公文書や政策当事者の回顧録のような史料は特に示されていない。また、この命名方針の発案者を井上馨であろうとしており、井上だと断じる根拠はその当時に関連政策を担当していた実務責任者であったためであるとしている。

### 「忠勤藩」「曖昧藩」「朝敵藩」の区分
『府藩県制史』の説は同じ官軍側の藩を「忠勤藩」と「曖昧藩」に区分することが前提になっているが、どのような判断基準で区分されたかは特に論証されていない。ただ、典型的な「忠勤藩」として鹿児島藩、山口藩、高知藩、佐賀藩、福岡藩、鳥取藩、広島藩、岡山藩、秋田藩を挙げており、最後の秋田藩（久保田藩）は奥羽列藩同盟を早くに脱退して勲功があったと論じている。旧藩名が第1次府県統合直後までに改称されず、そのまま県名として用いられている例は他にもあるが、明白に「朝敵藩」でかつ第2次府県統合以降も残存した下記の例について、一通りの説明が試みられているのみである。 
- 朝敵藩である福島藩と山形藩は各々移封されて重原藩と朝日山藩となり、元の藩は消滅して福島県や山形県が新置されているので、第1次府県統合の際には無関係。
- 徳川家親類筋の福井藩は一旦足羽県と改称されており、福井県は後に再置されたもの。
- 徳川家の和歌山藩は、王政復古大号令に際して迅速に反意なき旨を答え、将軍家茂と和宮との関係で迅速に新政府に恭順の意を示したため。
- 徳川将軍家の静岡藩は、将軍慶喜が降伏して恭順の意を示し江戸城を明け渡したことを受けて明治政府が新設した藩なので格が違う。

### 個々の事情への考慮の問題

#### 前提
まず前提として江戸時代の幕藩体制は多くの飛び地や幕府直轄領、旗本知行地、寺社領などが入り組んだ非常に複雑なものであり、たとえば仙台伊達藩は現在の宮城県、岩手県南部一帯だけでなく茨城県と滋賀県に約2万石の飛び地があり決して無視できるほどの小領ではなかった。現代の埼玉県には幕末には忍、川越、岩槻、（岡部）の各藩があったばかりでなく、幕府直轄領（15か所）や、大名の飛び地（忍、川越、岩槻を除き14）、旗本の知行地（718）があり、寺院領や神社領が492か所存在した。高崎藩のように戊辰戦争の際には地理的事情から同じ藩であっても敵味方となってしまった例もある。鳥羽伏見や戊辰戦争前後には朝敵とされた者の領地は没収あるいは大幅に減封されており、旗本領については恭順した者を含め明治2年までにすべて上知され県の管轄とされた（いわゆる府藩県三治制）。賞典禄や禄制改革に対する不平不満は各地の旧藩士の中に溢れており、県域がどう再編されるか、県庁がどこに設置されるか、吏員として誰が採用されるか、中央から赴任する県知事の出身が何処であるかも地域や民情によっては重大な争点であった。大島美津子によると廃藩置県直後の府県統合は「大藩中心主義」「古代国制への依拠」「一定規模の経済力」が原則とされ、明治9年の改正は「難治県の排除」「政費節減」といった統治上の必要が先行したものであり、地方税をめぐる内部対立が明治10年以降の分県要望に繋がっていったとする。

#### 具体例
県名の改称に際して、その過程に関わる個々の事情が判明している事例も以下のように種々あるが、『府藩県制史』の説はその個々の事情への言及や検討を欠いている。
例えば岩手県の場合、財政困難から願いによって旧・盛岡（白石）藩が1870年（明治3年）に廃藩置県に先立って廃藩が許され盛岡県となっており、1871年（明治4年）7月の廃藩置県の際は「盛岡県」であった。翌1872年2月16日（明治5年1月8日）に太政官により「其県岩手県ト改称相成候事」と盛岡県に向けて改称の通知がなされ「盛岡県」は消滅し岩手県となるが、改称の体裁として太政官の布告に先んじて「当盛岡県ノ名、元盛岡藩因襲ノ呼称ニテ（中略）兎角藩治ノ風習脱却仕兼候間、今般新県御改立ノ折柄、旧名ヲ改メ、岩手県ト相唱申度」と、盛岡県の側から申請した形式をとっている。この際、旧来の他藩の少領なども組み替え、従来の領域を改めて置県したため、旧藩の呼称を用いては何かと差し障りがあった可能性がある。仙台県から宮城県あるいは大津県から滋賀県への改称も、これに類似する県側からの改名歎願に基づくものである（仙台県#歴史、大津県#滋賀県への改称に関する経緯参照）。
1871年8月29日（明治4年7月14日）廃藩置県が実施されるにあたり、旧藩主から統治権が剥奪され太政官から派遣される県令が統治にあたる方式に転換することとなり、当初から多くの県は難治県となる事が想定されていた。とりわけ維新に功労のあった西国雄藩や加賀藩のような大藩は中央の統制が利かないことが懸念され、領域の再配置や財政基盤の強化、県令など高級官吏の人選などに細心の配慮がおこなわれた。大蔵大輔の井上馨は年末からの洋行も取り沙汰されていた大蔵卿の大久保利通に「府県之制度一日も早く出来不申候而は月給之処も大属抔之処も種々有之候而混雑歟と存候、何れ明日は必出省候而委曲可申上候」（明治4年9月7日付書簡）と送付しており、地方財政の早急な手当を求めていた。9月初旬には3府302県を一挙に3府73県に統合する大蔵省区画案が作成されており、その特徴は第一が鹿児島・熊本・和歌山・広島などの大藩の県域はほぼ変更しないこと、但し山口と高知は分割したこと、第二は古代からの国制をベースとし大雑把に一国一県となるよう区画を設定していることである。
石川県が金沢県から改称した直接の理由は、大領加賀藩を分割再編するにあたり金沢から美川（現白山市）へ県庁を移転したことである。「従前奢侈ノ旧習一時洗滌不致テハ愚民ノ方向ヲ転ゼシムル事甚ダ難シ殊ニ金澤ハ加賀一圓ノ中央ニ無之股故布令宣諭ノ不宜幸ニ移廰シテ衆庶ノ便ニツキ且安逸ノ遊民ヲ振起シ他日ノ苦情無之様仕度候…」との理由で県側から県庁の移転と、同時に県名の変更を願い出ている。安濃津県から三重県への改称にも、これに類似する経緯がある（三重県#近代・現代参照）。
他にも「郡名」を起源とする県名が県庁の移転に関連していると考えられる事例がある。例えば一関県が水沢に県庁を移転する想定で水沢県に改称したものの結局一関へ戻ることになった際に、元の県名ではなく郡名起源の磐井県になっている（磐井県#沿革参照）。あるいは彦根に仮庁舎を置いていた長浜県が、一旦長浜に庁舎を移したあと結局彦根へ戻すことになった際に、郡名起源の犬上県になっている（犬上県#沿革参照）。このような事例が、県庁誘致に伴う地域対立を緩和することが主目的であった可能性は否定できない。
ちなみに、西日本に手厚く臨んだ結果として、九州の県は全て「都市名」を県名としていることが指摘されることがあるが、実は大分と宮崎は県設置以後に郡名起源の県名に都市名を合わせたものであるので（大分市#近代および宮崎市#近代参照）、宮武説に従えば「朝敵藩」ないし「曖昧藩」とみなされたことになってしまい、説明をつけることが難しい。また、熊本県は「雅称」の白川県に改称したのを戻したもので（熊本県の歴史#廃藩置県参照）、一旦廃止されて復活した県以外で唯一「都市名」に戻った事例であり、これをどう評価するかは自明でない。

### 「永久不滅」の当否
宮武は「賞罰的県名」は「永久不滅」のものであると主張しており、宮武説を紹介する論述でも「永久不滅性」が強調される場合が少なくない。しかし、この「永久不滅」という主張の根拠は全く示されていない。
確かに「都市名」か「郡名」かという区別は現在まで残存しているが、これは第1次府県統合直後以降の県名変更が例外的であったという事実だけから帰結できる。郡名起源の県名であって廃止された県を第2次府県統合以降に復活させた4例のうち、香川県を除く3例（新川県・足羽県・名東県）において都市名起源の県名（富山県・福井県・徳島県）に変更して復活していることは、「永久不滅」という主張と相容れない。

### 「政治的意思」の当否
「郡名」や「雅称」が県名として用いられるようになった経緯が明らかになっている事例は多くはないが、上述の盛岡県→岩手県や仙台県→宮城県の事例は現場側の都合に基づく上申に政府が応えて実施されたものであり、金沢県→石川県や安濃津県→三重県の事例は現地の政治状況に対応するための県庁移転に関連するものである。
県令など高級官吏として赴任した者の多くは新政府軍側の出身であり、現地の民情の安定や税収の確保（当初はまだ村受制のままであった）に困難を抱え地域への配慮が欠かせなかったこと、あるいは旧幕府領や小藩、旗本領、飛び地などの分布状況に地域ごとに大きな差があり、とりわけ勤王大藩が西国に集中していた一方で東北の大藩は久保田藩や弘前藩を除き戊辰戦争後の処分により大幅に減封没収されており、これらの小領をまとめて置県しなければならなかった事情などが影響していた可能性がある。
すなわち『府藩県制史』で主張されているような政治的意思の存在を仮定せずとも、旧「朝敵藩」や旧「曖昧藩」の藩名を継承した県名が少ない傾向は充分に説明できる。したがって、そのような政治的意思に基づいて「懲罰」として体系的に県の改称が行われたと結論できるかは難しい。
| 区分   | 旧藩名   | 県名   | 県名の由来   | その後の経緯             |
| ------ | -------- | ------ | ------------ | ------------------------ |
| 曖昧藩 | 熊本藩   | 白川県 | 肥後国小川名 | 明治9年2月熊本県再置     |
| 朝敵藩 | 松江藩   | 島根県 | 出雲国島根郡 | 現存                     |
| 朝敵藩 | 姫路藩   | 飾磨県 | 播磨国飾磨郡 | 明治9年8月兵庫県に合併   |
| 朝敵藩 | 松山藩   | 石鉄県 | 伊予国高山名 | 明治6年2月愛媛県と改称   |
| 曖昧藩 | 宇和島藩 | 神山県 | 伊予国神南山 | 石鉄県と合わせ愛媛県     |
| 朝敵藩 | 高松藩   | 香川県 | 讃岐国香川郡 | 再三廃合し復県現存       |
| 曖昧藩 | 徳島藩   | 名東県 | 阿波国名東郡 | 明治13年3月徳島県再置    |
| 朝敵藩 | 桑名藩   | 三重県 | 伊勢国三重郡 | 現存                     |
| 曖昧藩 | 津藩     | 三重県 | 伊勢国三重郡 | 現存                     |
| 徳川家 | 名古屋藩 | 愛知県 | 尾張国愛知郡 | 現存                     |
| 徳川家 | 水戸藩   | 茨城県 | 常陸国茨城郡 | 現存                     |
| 曖昧藩 | 金沢藩   | 石川県 | 加賀国石川郡 | 現存                     |
| 同分家 | 富山藩   | 新川県 | 越中国新川郡 | 明治16年5月富山県再置    |
| 朝敵藩 | 小田原藩 | 足柄県 | 相模国足柄郡 | 明治9年4月廃止、神奈川県 |
| 朝敵藩 | 川越藩   | 入間県 | 武蔵国入間郡 | 明治6年6月廃止、熊谷県   |
| 曖昧藩 | 岩槻藩   | 埼玉県 | 武蔵国埼玉郡 | 現存                     |
| 朝敵藩 | 佐倉藩   | 印旛県 | 下総国印旛郡 | 明治6年6月廃止、千葉県   |
| 曖昧藩 | 土浦藩   | 新治県 | 常陸国新治郡 | 明治8年5月廃止、茨城県   |
| 朝敵藩 | 松本藩   | 筑摩県 | 信濃国筑摩郡 | 明治9年8月廃止、長野県   |
| 朝敵藩 | 高崎藩   | 群馬県 | 上野国群馬郡 | 現存                     |
| 朝敵藩 | 仙台藩   | 宮城県 | 陸前国宮城郡 | 現存                     |
| 朝敵藩 | 盛岡藩   | 岩手県 | 陸中国岩手郡 | 現存                     |
| 朝敵藩 | 米沢藩   | 置賜県 | 羽前国置賜郡 | 明治9年8月山形県に合併   |
| [ 20 ] | 福井藩   | 足羽県 |              | 明治14年2月福井県再置    |

| 旧藩名           | 県名   | その後の経緯                         |
| ---------------- | ------ | ------------------------------------ |
| 一関藩           | 磐井県 | 明治9年4月岩手県・宮城県             |
| 磐城平藩         | 磐前県 | 明治9年8月福島県                     |
| （天領）         | 山梨県 | 現存                                 |
| 岡崎藩           | 額田県 | 明治5年11月愛知県                    |
| （天領）         | 度会県 | 明治9年4月三重県                     |
| 彦根藩           | 犬上県 | 明治5年9月滋賀県                     |
| （天領）         | 滋賀県 | 現存                                 |
| 津山藩           | 北条県 | 明治9年4月岡山県                     |
| 福山藩           | 深津県 | 小田県・岡山県を経て明治9年4月広島県 |
| 久留米藩         | 三潴県 | 明治9年8月福岡県                     |
| 府内藩           | 大分県 | 現存                                 |
| （旧藩の中間点） | 宮崎県 | 現存                                 |

## 司馬遼太郎の説
賞罰的県名説は、司馬遼太郎『街道をゆく』の連載第68回『野辺地湾』で言及されている。『野辺地湾』は、八戸から青森方面へ向かう途上の海岸沿いで南部領と津軽領との境界を示す塚を見つけたという内容である。その中で、戊辰戦争の戦後処理で小南部領が岩手県から切り離されて青森県に編入されたことを「権力の感情的ないやがらせ」と評価し、その類例にあたる全国的な方向性として賞罰的県名説に言及している。
『街道をゆく』は出典を明記していないことが多く、賞罰的県名説についても『府藩県制史』を参照して論じたのかどうか明らかでない。「官軍側」として挙げている事例が『府藩県制史』の「忠勤藩」と一致しない（鳥取藩が含まれず、福井藩を官軍側としている）ことから、直接に参照した可能性は低いと考えられる。
『府藩県制史』の「曖昧藩」に相当する「日和見藩」としては金沢藩のみを挙げており、「金沢が城下であるのに金沢県とはならず石川という県内の小さな地名をさがし出してこれを県名とした」と述べて、改称の直接理由が県庁移転であることや「石川」が郡名であり金沢も含まれることには言及していない。
また、『府藩県制史』に無い論理展開として、奥羽地方では秋田県を除いて「かつての大藩城下町の名称としていない」と述べている。ただし、個別事例への具体的な言及は「とくに官軍の最大の攻撃目標だった会津藩にいたっては城下の若松市に県庁が置かれず、わざわざ太平洋側の僻村の福島に県庁をもってゆき、その呼称をとって福島県と称せしめられている」と述べているのみである。秋田県以外の奥羽地方の現存県には、郡名に改称された岩手県、宮城県と、大藩城下町以外に県庁が置かれた青森県、山形県、福島県とがあるが、主要な「朝敵藩」の藩名が結果的に県名として残らなかったという側面のみに着目して、これらを同列のものと扱っていることになる。

## 松本清張の説
松本清張は、『清張日記』（日本放送出版協会 ISBN 4140083883、朝日文庫 ISBN 4022605375）の昭和56年（1981年）1月5日の記事で、古書市で購入した明治5年刊『布告全書』の正月8日の条に仙台県と盛岡県を各々宮城県と岩手県に改称したとの記述があったことから発展する形で「戊辰戦争で官軍に抵抗した主要藩には、その城下町名を県名とさせなかった」と述べている。
『清張日記』では朝敵藩に由来する県（『府藩県制史』や『街道をゆく』とは部分的に一致するがかなり異なる）を列挙し、いずれも合併や併呑で無くなったと論じている。具体的には盛岡県と仙台県の他に一ノ関県（伊達家支藩）、置賜県（米沢・上杉家）、酒田県（庄内・酒井家）、若松県（会津・松平家）、柏崎県（高田・榊原家および長岡・牧野家）、印旛県（佐倉・堀田家）、足柄県（小田原・大久保家）、浜松県（浜松・井上家および掛川・大田家）、額田県（岡崎・本多家）、名古屋県（名古屋・徳川家）、筑摩県（松本・戸田家および上田・松平家）が挙げられている。しかしこの列挙には、旧藩名から郡名に改称された後の県や、戊辰戦争の戦後処理で明治政府側の直轄地管轄拠点として設立された県も含まれている。
なお、「このことを早く書いたのは木村毅だったように思うが、なんという本だったか憶い出せない」とし、宮武外骨や司馬遼太郎には言及していない。

## 県庁舎設置の可否に関する言説
『府藩県制史』では県名が「都市名」であるかどうかに着目した説しか展開されていないが、『街道をゆく』では県名命名の前提となる県庁舎の配置自体を操作することによって「朝敵藩」の藩名が県名となることを回避したという説が福島県を例として展開されている。このような言説は福島県以外についても存在する。
例えば、「朝敵藩」の双璧とされた会津藩の首府・若松と庄内藩の首府・鶴岡や、北越戦争で明治政府と敵対した長岡藩の首府・長岡は、それぞれ廃藩置県当時には比較的大きい城下町であったにもかかわらず、いわゆる「賊軍」であるとされ、県庁を置くことも永久に許されなかった、とする説がある。
長岡が位置する中越地方（旧・古志郡、魚沼郡他）も、当初は柏崎に県庁が置かれて柏崎県となったが、1873年（明治6年）6月10日には旧・新潟県（下越地方）や相川県（佐渡島）と合併させられ、旧・長岡藩の領内で、1843年（天保14年）に天領にされた港町の新潟に県庁が置かれ、「新潟県」となった。
奥羽越列藩同盟の急先鋒である磐城平藩と中村藩の領域が合併されて設置された県は、県庁は旧・磐城平藩の首府であった平に置かれたが、県名は郡名を取った「磐前県」とされた。なお、1869年3月1日（明治2年1月19日）に明治政府によって磐城国が設置された為に、廃藩置県の時、磐城平は略称の一つである「平」に改名された。そして、1876年（明治9年）8月21日には、若松県（旧・会津藩）と福島県（中通り）と磐前県（旧・磐城平藩と旧・中村藩）の3県が合併され、県庁も若松・平・中村から遠い福島に置かれ、「福島県」となった。
しかし、長岡藩の消滅は廃藩置県の際ではなく、これに先立つ1871年1月3日（明治3年11月13日）であり、藩財政の破綻により長岡藩の側から願い出たものであった。明治政府はこの願出を受け入れて、長岡藩を廃止して隣接する柏崎県に編入した。この柏崎県は、戊辰戦争に際して明治政府軍が占領した桑名藩の飛地領の中心都市である柏崎に、既に1869年（明治2年）8月から設置されていたものである。廃藩置県の時点で「県」に替わるべき「長岡藩」は柏崎県の一部となって既に存在しておらず、長岡を忌避してわざわざ柏崎に県庁を移したわけでは必ずしもない。
一方、会津松平家が斗南藩に移封された後の会津地方は政府直轄とされ、1869年7月21日（明治2年6月13日）に若松に県庁が置かれて「若松県」と称した。若松県は廃藩置県後も存続し、上述の通り1876年（明治9年）8月21日に福島県に合併された。「永久に許されない」とする前説にもかかわらず、7年間にわたって若松は県庁所在地であった。

## 文献情報
- 宮武外骨『府藩県制史』（名取書店、1941、次世代デジタルライブラリ）

## 賞罰的県名説に言及している主な二次文献
- 半藤一利 『幕末史』 新潮社 ISBN 978-4103132714、393-394p／新潮文庫 ［は-56-1］ ISBN 978-4101271811、421-422p
- 田中彰 『明治維新』  小学館 ISBN 4096210242、158-162p／講談社学術文庫 1584 ISBN 978-4061595842、199-205p
- 保阪正康 『「靖国」という悩み 昭和史の大河を往く1』 中公文庫 ［ほ-1-14］ ISBN 978-4122057852、213-214p[24]
- 武光誠 『藩と日本人 現代に生きる〈お国柄〉』 PHP新書 091 ISBN 4569607977、198-200p／河出文庫 ［た-33-1］ ISBN 978-4309413488、222-225p